# آدم شوبرت
آدم شوبرت (بالإنجليزية: Adam Schubert)‏ هو لاعب دوري الرغبي أسترالي، ولد في 12 يناير 1985 في أستراليا.